# Taeniophyllum scaberulum
Taeniophyllum scaberulum är en orkidéart som beskrevs av Joseph Dalton Hooker. Taeniophyllum scaberulum ingår i släktet Taeniophyllum och familjen orkidéer. Inga underarter finns listade i Catalogue of Life.